# Prince of Persia 3D
Prince of Persia 3D je akční adventura vyvinutá společností Mindscape a vydaná Red Orb Entertainment. Vyšla 17. září 1999 na Microsoft Windows a 21. listopadu 2000 na konzoli Dreamcast. Port vyvinulo studio Avalanche Software a ve Spojených státech vydala pod názvem Prince of Persia: Arabian Nights společnost Mattel Interactive. Jedná se o první díl série Prince of Persia využívající 3D grafiku, jenž je také závěrečnou hrou původní trilogie po prvním a druhém díle.

## Hratelnost
Prince of Persia 3D je akční adventura, ve které hráč ovládá postavu nejmenovaného prince z království Persie. S ním musí projít patnácti úrovněmi hry. Její prostředí je viděno z pevného pohledu třetí osoby, jež sleduje pohyb postavy. Když princ stojí na místě, může hráč ručně ovládat kameru a zkoumat tak prostředí. Při prozkoumávání úrovní může postava přeskakovat mezery či díry, skákat na plošiny, šplhat po římsách, vypořádávat se s pastmi a nově i plavat ve vodě. Mnoho hádanek, jež se v úrovních vyskytují, je třeba vyřešit, aby hráč mohl postoupit dál. Jedná se například o zatlačení desek ve zdi, přepínání pák a pohybování s předměty. Ve hře lze nalézt různé lektvary, vypitím modrého se doplní kus zdraví, fialový lektvar doplní plné zdraví, zelený doplní plné zdraví a přidá dílek zdraví navíc, žlutým získáte větší sílu v boji, červeným imunitu proti šípům, oranžovým vysoké skoky, bílým nízkou gravitaci, šedým neviditelnost a hnědý na chvíli změní vaší podobu na podobu nepřátele.
Hráč může v souboji s nepřáteli používat různé druhy zbraní: meč, kopí (větší dosah ale pomalé), luk (obyčejné nebo magické šípy) a dvojité nože (menší dosah ale rychlé). Luk je možné použít proti nepřátelům ke střelbě na dálku i v některých typech hádanek. Ve verzi pro Dreamcast jsou zbraně následující: meč, luk, obranný, ohnivý a smrtelný meč a dvojitá sekera; chybí zde však celá třináctá úroveň „Floating Ruins“. Zdraví prince a jeho aktuálního protivníka se zobrazuje podél spodní části obrazovky. Boj začíná ve chvíli, kdy hráč vytáhne zbraň a v jeho blízkosti se nachází nepřítel. V daný okamžik se kamera navíc přepne do bočního pohledu, jež se přizpůsobuje princovým pohybům. Princ je vždy otočen čelem k nepříteli, může se však pohybovat libovolným směrem. Během boje může hráč útočit ze stran i shora, blokovat útoky a předstírat výpady, aby si vytvořil prostor pro útok. Pokud je úder jednoho z účastníků souboje blokován, je dotyčný na krátkou dobu omráčen a protivník se může rozhodnout k rychlejšímu protiútoku. Některé scénáře v úrovních umožňují princi proplížit se kolem nepřátel, nebo využít prvků prostředí k jejich zabití. Pokud princi dojde zdraví, hra končí a je třeba ji znovu spustit od bodu uložení, nebo od začátku úrovně.

## Příběh
Samotný děj měl napodobovat styl Tisíce a jedné noci. Velká část architektury je založena na Persii 9. století až 12. století, přičemž jsou začleněny různé „modernější“ mechanismy. Sultán a jeho dcera princezna s jejím manželem princem přijíždějí k bratrovi sultána Assanovi. Assan je však vezme do zajetí, jelikož sultán dříve slíbil provdat svou dceru za jeho syna. Princ utíká ze zajetí a snaží se zachránit princeznu a jejího otce.

## Přijetí
Pochvalováno bylo prostředí, ale kritizován byl zdlouhavý design úrovní a technologie ovládání. Hra byla hodnocena českým serverem Bonusweb.cz 72 %, časopisy GameStar  65 %, Level 55 % a Score 45 %.